# 林昌樹
林 昌樹（はやし まさき、1979年11月28日 - ）は、静岡県磐田市出身の元プロ野球選手（投手）。

## 経歴

### プロ入り前
小学生時代、地元磐田市の中泉クラブに所属。
興誠高等学校では、3年夏の県大会で骨折しながら勝ち進むも、決勝で浜松工業高等学校に敗れ準優勝。
その後、1997年のドラフト会議で広島東洋カープから3位指名を受け、入団。

### プロ入り後
2000年にサイドスローに転向。
2001年に一軍で初登板を果たした。
2003年にセ・リーグ初となる1球でプロ初勝利を飾る。
2006年は自己最多の61試合に登板し、開幕から10試合以上防御率0点台を保つなど、前半戦はリリーフエースとして重要な役目を果たした。しかし後半戦は疲労からか登板のたびに失点することが多く、防御率は急落。特に大事な場面での被本塁打が目立った。
2007年は中継ぎとしてリードしている試合に多く登板するも、終盤は前シーズン同様に度重なる連投から精彩を欠き、打ち込まれることが目立った。
2008年は5月30日に登録抹消となり、二軍で調整していた7月に肋骨骨折による戦線離脱となる。そのままシーズンを終え、17試合の登板に留まった。
2009年はオープン戦で結果を残し、開幕から1軍に帯同。中継ぎの一角として前年の17試合を大幅に上回る46試合に登板したが、やや安定感を欠き、防御率は4.28、ホールドも一昨年の3分の1ほどの5に終わった。
2010年はシーズン通して安定感を発揮できず、昨年の半数ほどの26試合の登板に留まった。
2011年は、二軍で42試合に登板し防御率3.31を記録するも、一軍では2試合の登板に終わった。10月13日、球団より戦力外通告を受け、12月2日に自由契約公示された。現役続行を希望しトライアウトを受けたものの、獲得を目指した球団はなく、12月8日に現役引退を発表した。引退後は広島で打撃投手に転身した。

## 選手としての特徴
捕手が捕球に困るほど大きく変化するスライダーが特徴で、シュート・シンカーなども投げる。パームボールは腕に負担がかかるため2005年を最後に使用を止めていたが、2009年のシーズンオフに再度習得に挑戦している。しかし制球力が低く、特にスライダーはどこに行くか見当も付かなかったため、現役当時は話題にならなかった。

## 詳細情報

### 年度別投手成績
| 年 度      | 球 団      | 登 板 | 先 発 | 完 投 | 完 封 | 無 四 球 | 勝 利 | 敗 戦 | セ 丨 ブ | ホ 丨 ル ド | 勝 率 | 打 者 | 投 球 回 | 被 安 打 | 被 本 塁 打 | 与 四 球 | 敬 遠 | 与 死 球 | 奪 三 振 | 暴 投 | ボ 丨 ク | 失 点 | 自 責 点 | 防 御 率 | W H I P |
| ---------- | ---------- | ----- | ----- | ----- | ----- | -------- | ----- | ----- | -------- | ----------- | ----- | ----- | -------- | -------- | ----------- | -------- | ----- | -------- | -------- | ----- | -------- | ----- | -------- | -------- | ------- |
| 2001       | 広島       | 1     | 0     | 0     | 0     | 0        | 0     | 0     | 0        | --          | ----  | 15    | 3.0      | 3        | 1           | 1        | 0     | 2        | 0        | 0     | 0        | 2     | 2        | 6.00     | 1.33    |
| 2002       | 広島       | 1     | 0     | 0     | 0     | 0        | 0     | 0     | 0        | --          | ----  | 9     | 1.2      | 5        | 1           | 0        | 0     | 0        | 2        | 0     | 0        | 3     | 3        | 16.20    | 3.00    |
| 2003       | 広島       | 13    | 0     | 0     | 0     | 0        | 1     | 0     | 0        | --          | 1.000 | 72    | 16.0     | 17       | 1           | 5        | 2     | 2        | 10       | 1     | 0        | 10    | 5        | 2.81     | 1.38    |
| 2004       | 広島       | 47    | 1     | 0     | 0     | 0        | 1     | 1     | 1        | --          | .500  | 211   | 45.2     | 51       | 7           | 21       | 3     | 4        | 37       | 0     | 0        | 24    | 21       | 4.14     | 1.58    |
| 2005       | 広島       | 5     | 0     | 0     | 0     | 0        | 0     | 0     | 0        | 0           | ----  | 17    | 3.2      | 7        | 0           | 1        | 0     | 0        | 2        | 0     | 0        | 3     | 3        | 7.36     | 2.18    |
| 2006       | 広島       | 61    | 0     | 0     | 0     | 0        | 2     | 4     | 0        | 12          | .333  | 273   | 65.1     | 59       | 7           | 25       | 6     | 7        | 44       | 1     | 0        | 30    | 26       | 3.58     | 1.29    |
| 2007       | 広島       | 57    | 0     | 0     | 0     | 0        | 3     | 2     | 0        | 16          | .600  | 204   | 48.1     | 48       | 4           | 19       | 1     | 2        | 28       | 0     | 0        | 19    | 19       | 3.54     | 1.39    |
| 2008       | 広島       | 17    | 0     | 0     | 0     | 0        | 0     | 0     | 0        | 3           | ----  | 76    | 18.0     | 20       | 4           | 6        | 1     | 0        | 13       | 0     | 0        | 9     | 9        | 4.50     | 1.44    |
| 2009       | 広島       | 46    | 0     | 0     | 0     | 0        | 0     | 2     | 0        | 5           | .000  | 220   | 48.1     | 55       | 5           | 19       | 3     | 4        | 27       | 1     | 0        | 28    | 23       | 4.28     | 1.53    |
| 2010       | 広島       | 26    | 0     | 0     | 0     | 0        | 0     | 1     | 0        | 1           | .000  | 120   | 25.2     | 40       | 4           | 7        | 0     | 1        | 19       | 0     | 0        | 17    | 17       | 5.96     | 1.83    |
| 2011       | 広島       | 2     | 0     | 0     | 0     | 0        | 0     | 0     | 0        | 0           | ----  | 7     | 2.1      | 0        | 0           | 0        | 0     | 0        | 5        | 1     | 0        | 0     | 0        | 0.00     | 0.00    |
| 通算：11年 | 通算：11年 | 276   | 1     | 0     | 0     | 0        | 7     | 10    | 1        | 37          | .412  | 1224  | 278.0    | 305      | 34          | 104      | 16    | 22       | 187      | 4     | 0        | 145   | 128      | 4.14     | 1.47    |

- 各年度の太字はリーグ最高

### 記録
初記録
- 初登板：2001年5月15日、対ヤクルトスワローズ8回戦（明治神宮野球場）、6回裏に3番手で救援登板・完了、3回2失点
- 初奪三振：2002年7月6日、対ヤクルトスワローズ11回戦（広島市民球場）、6回表に浜名千広から空振り三振
- 初勝利：2003年10月12日、対ヤクルトスワローズ25回戦（広島市民球場）、9回表に2死に5番手で救援登板・完了、1/3回無失点
- 初先発：2004年7月8日、対阪神タイガース15回戦（広島市民球場）、4回2失点
- 初セーブ：2004年8月31日、対ヤクルトスワローズ23回戦（明治神宮野球場）、11回裏2死に6番手で救援登板・完了、1/3回無失点
- 初ホールド：2006年4月22日、対中日ドラゴンズ4回戦（米子市民球場）、8回表無死に3番手で救援登板、1/3回無失点

その他の記録
- 初登板で対戦した第一打者に被本塁打：上記の「初登板」の項を参照、6回裏無死に稲葉篤紀に中越ソロ　※史上47人目（セ・リーグ20人目）
- 1球勝利投手：2003年10月12日、対ヤクルトスワローズ25回戦（広島市民球場）、9回表に古田敦也を遊ゴロ　※史上16人目
- 1球勝利がプロ初勝利：同上　※史上3人目
- 1球敗戦投手：2006年6月24日、対横浜ベイスターズ7回戦（広島市民球場）、8回表に村田修一に死球　※史上18人目
- 1球勝利・1球敗戦を両方記録　※史上2人目

### 背番号
- 53 （1998年 - 2011年）
- 111 （2012年）
- 103 （2013年 - 2014年）